# Bruce Carlsten
Bruce Eric Carlsten (* 1. Juni 1958) ist ein US-amerikanischer Physiker.
Carlsten studierte Physik und Mathematik an der University of California, Los Angeles, mit Bachelor-Abschlüssen 1979 und Elektrotechnik an der Stanford University mit dem Master-Abschluss 1980, dem Ingenieursabschluss 1982 und der Promotion 1985. Seit 1982 ist er am Los Alamos National Laboratory. 2005 bis 2012 leitete er dort die Hochleistungselektrodynamik-Gruppe und wurde danach Entwicklungsdirektor des Projekts am LANL für einen geplanten Röntgenstrahl-Freie-Elektronen-Laser, MaRIE (Matter-Radiation Interactions in Extremes).
Er forscht an Vakuum-Elektronenverstärkern hoher Leistung und hoher Frequenz und Elektronenstrahlen hoher Leuchtkraft für Freie-Elektronen-Laser und war ein Pionier in der Entwicklung von Hochfrequenz-Photoinjektoren und Bunch-Kompressoren.
Er steht dem Advanced and Novel Accelerator Panel des International Committee for Future Accelerators vor.
Er ist Fellow der American Physical Society, des IEEE und des Los Alamos National Laboratory. 1999 erhielt er den US Particle Accelerator School Prize for Achievements in Accelerator Science and Technology und 2017 erhielt er den Free-Electron Laser Prize. 2020 erhielt er den Robert R. Wilson Prize für die Entdeckung und darauffolgende Implementation von Emissionskompensation in Photoinjektoren die die Entwicklung von Freie-Elektronenlasern im Röntgenbereich mit hoher Leuchtkraft ermöglichten wie der Linac Coherent Light Source (Laudatio).